# Suore orsoline missionarie del Sacro Cuore di Gesù
Le Suore Orsoline Missionarie del Sacro Cuore di Gesù sono un istituto religioso femminile di diritto pontificio: i membri di questa congregazione, dette Orsoline di Parma, pospongono al loro nome la sigla O.M.S.C.

## Storia
Nel 1575 una vedova di Parma, Lucia Zanacchi, accolse nella propria abitazione un'orfanella muta, alla quale presto si unirono altre fanciulle abbandonate: le ospiti della Zanacchi erano dette "figlie del soccorso", perché traevano sostentamento dalle elemosine raccolte per loro dal sacerdote Giovanni Vaira, canonico del capitolo di Santa Maria della Steccata. Il duca Ottavio Farnese pose l'opera sotto il suo patrocinio e ne affidò la gestione a una pia unione formata da laiche da lui accettate: diede alle direttrici del conservatorio il nome di dame orsoline in onore della vergine Orsola e delle sue compagne martiri, ma le sodali della società non ebbero mai nessun legame con la compagnia della Merici.
Nel 1578 la guida della comunità venne assunta da Maddalena Molinari († 1636), ritenuta fondatrice della congregazione, che nel 1590 pose le orsoline sotto la direzione dei padri della Compagnia di Gesù, il cui collegio era adiacente alla sede della fraternità, e fece emettere alle pie dame i voti religiosi: a causa del divieto fatto ai gesuiti di assumere la direzione spirituale di comunità monastiche, le religiose di Parma, pur conducendo vita comune, non erano strette a clausura. Nel 1623 Vittoria Masi (1589-1648) succedette alla Molinari e riuscì a far approvare le costituzioni della compagnia dal duca Ranuccio I Farnese (ed è per questo considerata la fondatrice o la cofondatrice delle orsoline parmensi).
Le orsoline ebbero tra i loro membri illustri Maria Antonia Gioseffa di Borbone-Parma (1774-1841), figlia dei duchi Ferdinando e Maria Amalia d'Asburgo-Lorena.
L'istituto ricevette il pontificio decreto di lode da papa Leone XII nel 1827 e venne nuovamente approvato nel 1829 da Pio VIII. Nel 1886 venne eletta priora della comunità madre Maria Lucrezia Zileri dal Verme (1839-1923), seconda fondatrice dell'istituto, che nel 1898 trasformò la compagnia in congregazione vera e propria e la indirizzò verso i nuovi bisogni della società. Papa Leone XIII riconobbe l'istituto riformato l'8 maggio 1899 e le sue nuove costituzioni vennero approvate dalla Santa Sede il 23 novembre 1926.
Il nome di Orsoline Missionarie del Sacro Cuore di Gesù venne adottato dalle suore il 14 novembre del 1977.

## Attività e diffusione
Le Orsoline Missionarie si dedicano all'istruzione dei giovani a ogni livello (asili, scuole, licei), alla gestione di pensionati universitari, a varie opere di assistenza spirituale e supporto ai giovani, agli anziani e alle famiglie e all'attività missionaria.
Oltre che in Italia, sono presenti in Giappone, in Australia, a Taiwan, nelle Filippine e in Vietnam: la sede generalizia è a Parma, nell'elegante collegio barocco realizzato tra il 1676 e il 1722 in borgo delle Orsoline 2.
Al 31 dicembre 2005 l'istituto contava 179 religiose in 18 case.